# Antonio Maria Gianelli

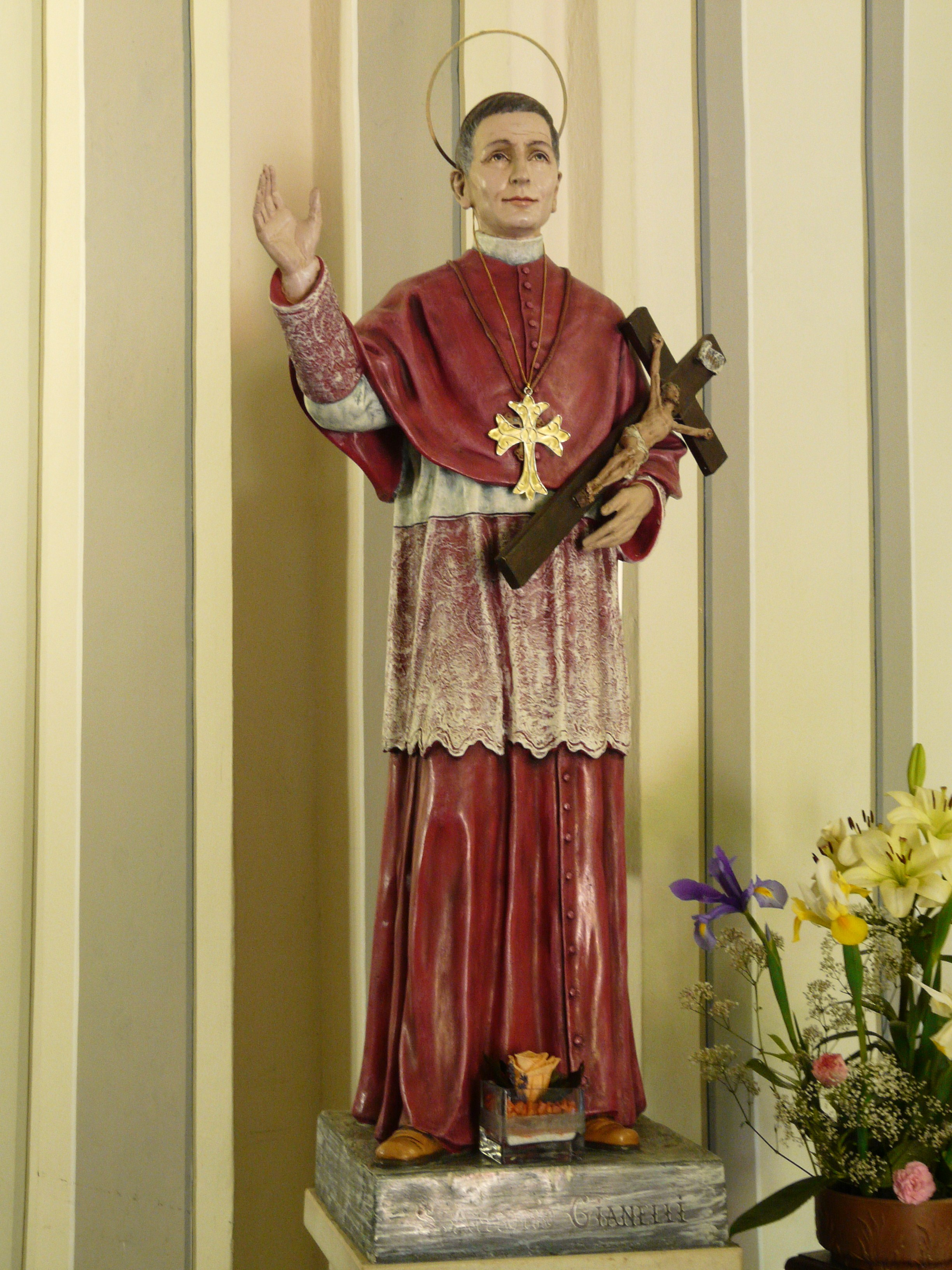
Statue Antonio Maria Gianellis, Carro, Ligurien

Antonio Maria Gianelli (* 12. April 1789 in Cerreta; † 7. Juni 1846 in Piacenza, Italien) war ein italienischer Ordensgründer und Bischof. In der römisch-katholischen Kirche wird er als Heiliger verehrt.

## Leben
Gianelli empfing 1812 die Priesterweihe. Er wurde 1815 Professor für Rhetorik in Carcare, ab 1816 lehrte er in Genua. In Chiavari war er ab 1826 Dechant. Dort gründete er 1829 die Kongregation Figlie di Maria Santissima dell’Orto, die nach ihm als Gianelline bezeichnet wird. Die Schwestern widmen sich der Krankenpflege und der Mädchenerziehung. 1838 wurde er zum Bischof von Bobbio ernannt. Eine weitere Gründung war die der Oblaten des heiligen Alfons di Liguori. Papst Pius XI. sprach ihn am 19. April 1925 selig, Papst Pius XII. am 21. Oktober 1951 heilig.